# Kouty (Smilkov)
Kouty je malá vesnice, část obce Smilkov v okrese Benešov. Nachází se 1,5 km na severovýchod od Smilkova a 3 km jižně od Votic. V roce 2009 zde bylo evidováno 21 adres. Kouty leží v katastrálním území Kouty u Smilkova o rozloze 7,2 km². V katastrálním území Kouty u Smilkova leží i Líštěnec, Oldřichovec, Plachova Lhota a Zechov.

## Historie
První písemná zmínka o vesnici pochází z roku 1368.

## Pamětihodnosti
Na západním okraji vesnice se nachází zřícenina tvrze Kouty z poloviny 14. století.

## Další fotografie

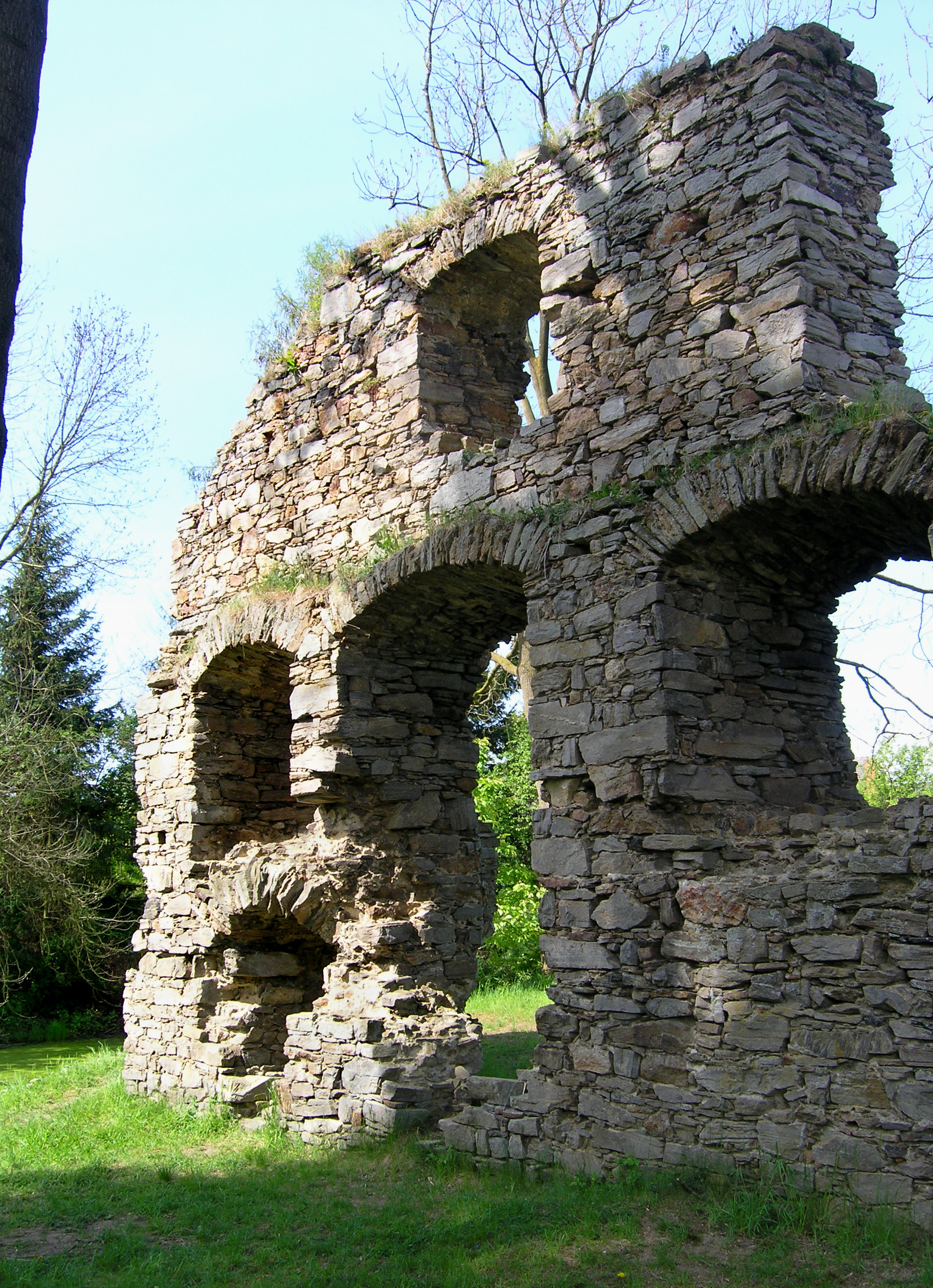
Torzo místní tvrze
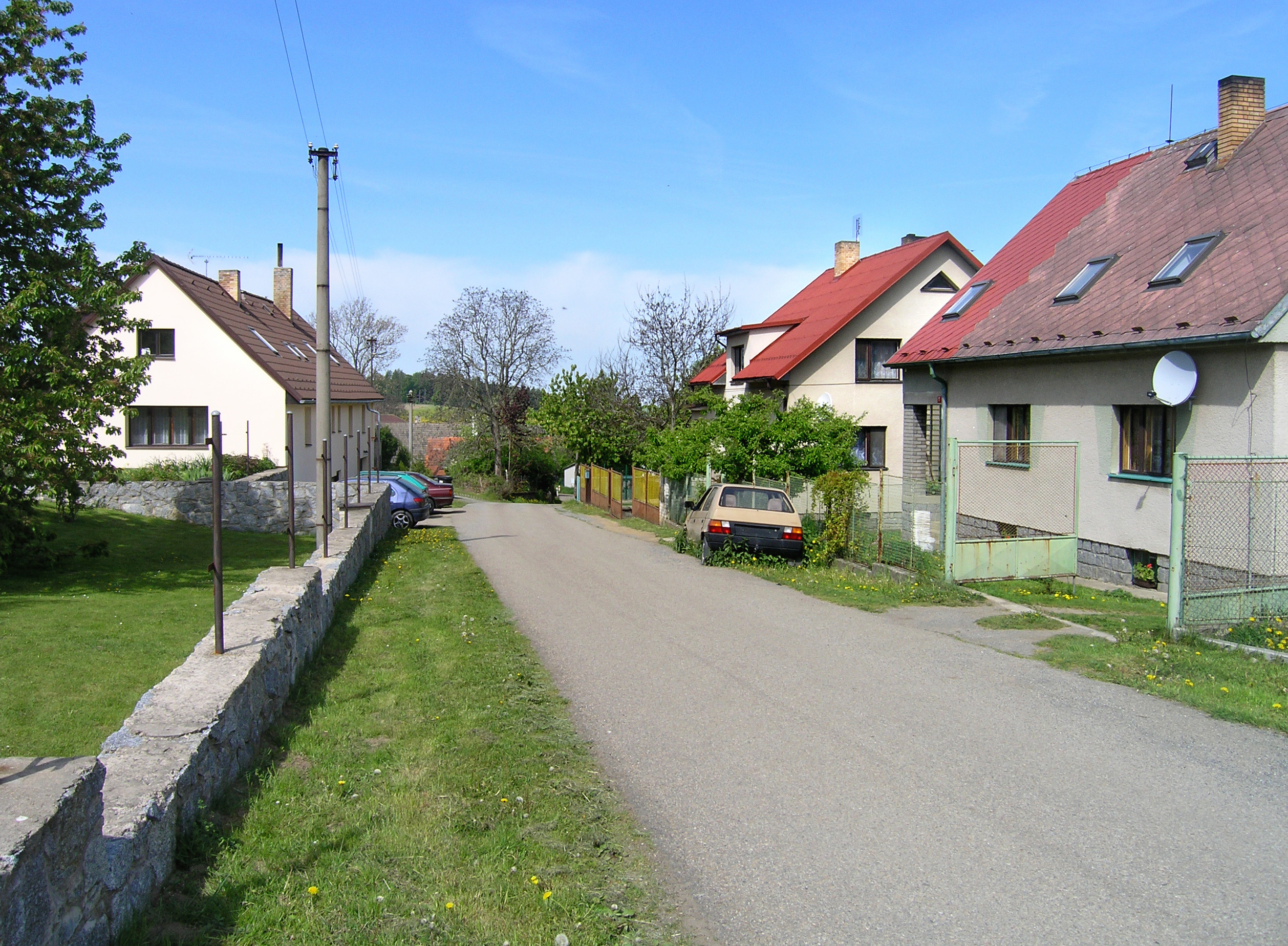
Domky u příjezdu do vesnice